# 第55軍 (日本軍)
第55軍（だいごじゅうごぐん）は、大日本帝国陸軍の軍の一つ。

## 沿革
大東亜戦争（太平洋戦争・第二次世界大戦）末期の1945年（昭和20年）4月8日に本土決戦に備え四国を作戦地域として編成された。なお、1945年（昭和20年）6月15日から、第55軍司令官は四国軍管区司令官を、参謀長等も四国軍管区の参謀長等を兼任した。兵団符号は「偕」である。
帝国陸軍は、高知県に瀬島龍三を派遣して作戦指導を実施させた。瀬島龍三は、高知県を九州とともに有力な連合国軍上陸予想地点とみて、第55軍の勢力のほとんどを高知県内に集中するよう上申した。1945年（昭和20年）4月8日に第15方面軍隷下の野戦軍として高知県高知市に編成された。編成当初は司令部を市内城東中学校に置いたが、6月末に同じ高知県の長岡郡新改村（香美郡土佐山田町を経て現・香美市）新改へ移して、連合国軍の四国上陸に備えた。新改は、主戦場の香長平野（かちょうへいや）から後方兵站基地と目された第11師団の根拠地、香川県仲多度郡善通寺町（現・善通寺市）に通じる金毘羅街道（別名土佐街道。現・国道32号）の入口に位置する山深い天然の要害である。
大本営は、連合国軍の上陸地点を、太平洋に面した香長平野（現在の高知市・南国市・香美市に跨るエリア）ならびに宿毛湾（幡多郡宿毛町、現・宿毛市）、入野海岸（幡多郡大方町、現・黒潮町）、徳島県の南部海岸と想定し、須崎から物部川までの土佐湾正面の防衛力として、第11、第155、第205の三個師団、四国南西部の四万十市から愛媛県八幡浜市までに第344師団、徳島県南部に独立混成第121旅団を配備した。これに第55軍直轄部隊約20,000人を併せ、その総兵力は98,106人に達した。
一方、連合国軍は、予備兵力であるアメリカ軍第9軍団の上陸輸送船団と護衛艦艇をもって、1945年10月23日に高知県中村方面に対する上陸陽動作戦パステル作戦を立案していた。この作戦は、オリンピック作戦の主目標である九州上陸作戦前に実施し、日本軍の特攻戦力を消耗させることにあったとされ、橋頭堡確保を目的とする上陸作戦ではなかった。
なお、終戦までに作成された第55軍の作戦命令（偕作命綴）は、終戦時における処分によって、陸軍省や他軍の発来翰綴に収録されているものを除いて、全く現存していない。
わずかに、戦時中に処分された資料の補完又は連合国軍の命令によって作成されたと思われる、土佐湾正面及び四国南西部の部隊配置図図面２枚が防衛研究所史料室に所蔵されているが、その図面もまた、いつ、誰によって作成されたかは不明であり、その記載には多くの不明点や疑問点が有る事を、今日複数の研究者が指摘している。また、近年、第55軍作戦参謀であった河内稔が所持していた資料が確認されている。この資料は『四国防衛に関する説明資料』(1949年10月17記日　西原征夫　日英文）で、現時点で確認できる最も詳細な四国防衛計画である。

### 司令官
- 原田熊吉中将（陸士22期）：1945年（昭和20年）4月7日 - 終戦

### 参謀長
- 寺倉小四郎少将（陸士31期）：1945年（昭和20年）4月6日 - 6月21日
- 鏑木正隆少将（陸士32期）：1945年（昭和20年）6月21日 - 終戦

### 最終司令部構成
- 司令官：原田熊吉中将
- 参謀長：鏑木正隆少将
- 高級参謀：西原征夫大佐
- 高級副官：三小田五雄中佐
- 兵器部長：宮本啓次郎大佐
- 経理部長：小泉精一主計大佐
- 軍医部長：松木寛治軍医大佐
- 獣医部長：小川三郎獣医中佐

### 最終所属部隊
- 第11師団
- 第155師団
- 第205師団
- 第344師団
- 独立混成第121旅団：横井忠道少将[1]
- 第10砲兵司令部：大井公平大佐　 
  - 独立山砲兵第6連隊小笠原六男中佐 　
  - 独立野砲兵第31大隊 　 　 　
  - 独立重砲兵第17大隊 　 　 　
  - 独立重砲兵第39大隊 　 　 　
  - 独立臼砲第22大隊 　 　 　
  - 独立臼砲第25大隊 　 　 　
  - 独立臼砲第26大隊 　 　 　
  - 迫撃砲第16大隊：高野精一少佐 　 　
  - 迫撃砲第17大隊 　 　 　
  - 迫撃砲第18大隊 　 　 　
  - 迫撃砲第37大隊：館正二大尉

機甲部隊
- 戦車第45連隊：田中義憲少佐（最終位置：愛媛県伊予郡原町村ほか）
- 戦車第47連隊：照井浩少佐（最終位置：徳島）

工兵部隊
- 独立工兵第79大隊：佐藤転少佐
- 独立工兵第109大隊
- 独立工兵第110大隊
- 独立工兵第111大隊

兵站部隊 　 　 　 　 　
- 第149兵站地区隊
- 第20野戦輸送司令部
- 電信第37連隊：佐藤竹之助少佐